# Амаринго, Пабло
Пабло Амаринго (исп. Pablo Cesar Amaringo, 1943, Пуэрто-Либертад — 16 ноября 2009, Перу) — перуанский художник, автор картин, представляющих собой художественное описание визионерского опыта — видений церемонии аяваски.

## Биография
Пабло Амаринго родился в Пуэрто-Либертад, небольшом селении на берегу притока реки Укаяли, находящемся неподалёку от городка Таманко. Пабло был седьмым из 13 детей в семье. Его родители были мелкими фермерами. Говорившие на являвшемся родным для них языке кечуа, тем не менее родители обучали своих детей испанскому языку. Пабло заканчивает второй год обучения, когда из семьи уходит отец. Ранее жившая в достатке, а теперь потерявшая ферму и совершенно обнищавшая, семья вынуждена переехать в город Пукальпа (Pucallpa), где Пабло ещё в течение двух лет посещает школу. Многие из предков Пабло были целителями и шаманами. В 10 лет Пабло впервые вплотную знакомится с традициями предков — а именно с традицией аяваски (ayahuasca) — визионерским «варево»-напитком, для которого в качестве сырья используются яге (yagé) — лат. Banisteriopsis caapi и чакруна (chacruna) — лат. Psychotria viridis.
Но по-прежнему тяжелые семейные обстоятельства заставляют мальчика оставить школу и начать работать, чтобы как-то поддержать семью. В 15 лет он работает в доках Пукальпы. В этот период не обошлось в жизни юного Амаринго и без приключений, ставших не очень удачными предвестниками карьеры художника. Пабло обнаружил, что он смог создать денежные банкноты, используя щётки и китайские чернила. Арестованный за подделку, он убегает из тюрьмы и бежит в Бразилию, где работает в течение почти двух лет. Затем он вернулся в перуанские джунги — даёт о себе знать серьёзная болезнь сердца. В 17 лет проблемы со здоровьем стали столь серьёзными, что Пабло едва не умирает. Местный целитель помогает излечиться юноше. В процессе излечения от болезни, в долго тянувшиеся день за днем, Пабло впервые посвящает своё время рисунку и занятиям живописью. Его первые работы — рисунки карандашом, заштрихованные при помощи сажи от ламп. Основой для работ служил любой подручный материал — краской стала помада и другая косметика его сестёр, бумагу заменили картонные коробки. Приятель Пабло, служивший на автомобильной фабрике, принёс для него «перматекс» — специальную синюю краску, используемую для выяснения пятен контактов деталей. И юный Амаринго стал использовать его для раскрашивания собственных рисунков. Лишь позже он стал применять акварельные краски, чернила. А ещё спустя время друг подарил ему несколько тюбиков краски.
Пабло делает успехи в своих занятиях и вскоре ему даже удается заработать некоторую сумму денег, создавая портреты. Но вскоре существенную конкуренцию для незатейливого бизнеса Пабло начинает составлять появившаяся на рынке «цветная», выполненная в технике вирирования фотография — всё большим спросом пользуются раскрашенные чёрно-белые фото. Даёт знать о себе неприятный опыт юности — арестованный снова за его прошлое преступление, Пабло проводит несколько месяцев в тюрьме, из которой он освобождается в 1969. Вскоре после этих событий, лесная женщина, которая появилась Пабло в мечтах, преподавала ему тайны исцеления.

### Практика шамана
Все случившиеся ранее события — болезнь и долгий процесс исцеления от серьёзной болезни — сподвигли Пабло Амаринго встать на путь шамана. В конечном итоге, он становится могущественным курандеро (исп. curandero) — в традиции vegetalismo- традиции шаманизма метисов /mestizo. Vegetalistas- те шаманы, кто общается с Sacha Runa (лесной дух, хозяин леса, живущий в корнях больших деревьев, таких как учу путу руйя). Этот термин позволяет отличать vegetalistas от oracionistas — тех шаманов, кто использует только молитвы относительно выполнения сходных шаманских задач, или от espiritistas — тех, кто работает исключительно с духом.
Vegetalista может специализироваться на других растениях помимо аяваски. У большинства vegetalistas имеется тенденция специализироваться на использовании одного или нескольких растений-учителей в своих практиках. Есть tabaqueros, специализирующиеся на использовании табака (Nicotiana rustica); toeros используют разновидности Brugmansia (известную у нас как дурман); camalongueros, кто использует семена camalonga — растения, произрастающего в Андах; catahueros использует смолу Catahua (Hura crepitans); paleros — кору различных больших деревьев; и perfumeros, использующие ароматы различных ароматных растения, своего рода специалисты ароматерапии. Есть также tragaceros, кто использует сильный алкогольный напиток, дистиллированный из сахарной свёклы.
Vegetalista расценивает растения как учителей, хозяев элементного духа, который может общаться с людьми. Изучение икарос (icaros), или целительных песен, а также аяваска были его учителями. Уже в качестве целителя, Амаринго активно путешествует по региону на протяжении семи лет — с 1970 по 1976 годы.
Погружаясь глубже и глубже во власть аяваски, или яге, широко применяемую в шаманской практике среди местного индейского населения и метисов верхней Амазонки, Пабло стал мучим миром духов. После этой борьбы, будучи «раненым» волшебниками и духами, он решил оставить шаманские методы и оставить айяваску. В 1977 году Амаринго приостанавливает свою деятельность в качестве шамана и становится художником, интерпретируя в своем творчестве потусторонние миры своего опыта, а также работая для сохранения амазонской окружающей среды и культуры. В 1988 году он основывает школу Уско-Айяр (Usko-Ayar), где преподаёт живопись, обучая студентов визуализировать внутренне, что они собираются нарисовать, таким же образом как и делает он сам. Обучение в школе для студентов, желающих стать учениками Амаринго, было бесплатным. «Цель школы хорошо определена: это — инструмент для сохранения окружающей среды и культуры Амазонии. Наблюдая и изображая природу, людей — особенно маленькие дети — получают всё большие знания о её красоте и богатстве, и они учатся уважать это. Кроме того, студенты надеются, что их картины вдохновят других людей разделять подобные отношения оценки и почтения. Язык является несовершенным средством общения. Дух же молчит, но выражается через изображения» — говорил Амаринго. Он чувствовал, что он призван показать через своё творчество проблески иных измерений.

### Амаринго и Запад
Для Запада творчество Пабло Амаринго открыли Луис Эдуардо Луна (Luis Eduardo Luna), доктор антропологии и исследователь аяваски, и Деннис Джон Маккена (Dennis Jon McKenna), американский этнофармаколог, автор многочисленных научных статей и книг, а также книги «Невидимый пейзаж» (Invisible Landscape), где он выступил в качестве соавтора своего брата Теренса Маккены. Встреча состоялась в 1985 году в Пукальпе, когда Маккена и Эдуардо Луна путешествовали по Амазонии, работая над этноботаническим проектом. Пабло жил в бедности, зарабатывая на жизнь уроками английского языка для подростков из его дома, а также продавая свою живопись случайным заезжим туристам.
Эдуардо Луна предложил Амаринго нарисовать некоторые из его видений, которые стали основой для книги «Видения аяваски: религиозная иконография перуанского шамана» (Ayahuasca Visions: The Religious Iconography of a Peruvian Shaman). Пабло Амаринго в этом проекте выступил в роли соавтора. После публикации этой книги, вышедшей в 1999 году, Амаринго не пишет более о своей работе, за исключением случайных интервью. И лишь в 2006 году он пишет предисловие для книги «Растительные духи шаманизма: традиционные техники для Излечения Души (Книги Судьбы)» (Plant Spirit Shamanism: Traditional Techniques for Healing the Soul) — о лекарственных препаратах, священных галлюциногенах и шаманизме. В последнее годы на его полотнах соседствовали и ангелы, и изображённые до мельчайших деталей флора и фауна Перу. Он принимал участия в различных конференциях и семинарах, где рассказывал о своей жизни художника и шамана, а также давал наставления художника, а также вплоть до смерти выступал наблюдателем аяваска-ретритов. Принимал участие в конференции Mind States в Калифорнии (США), в мероприятиях Guaria de Osa Centre в Коста-Рике, а также на Оздоровительном Ретрите Аяваски в Бразилии. После длинного сражения с болезнью Пабло Амаринго скончался 16 ноября 2009, так и не сумев посетить выставку собственных работ в Калифорнии.

### Награды
В 1992 году Пабло Амаринго был номинирован на получение престижной Премии Мира (Global 500 Peace Prize) по Экологической программе Организации Объединённых наций, присоединившись к Жаку-Иву Кусто, Чико Мендесу, Джимми Картеру и прочим, как истинный герой в борьбе за охрану окружающей среды.